# Billy Bevan
Pour les articles homonymes, voir Bevan.
Billy Bevan (né William B. Harris) est un acteur et réalisateur australien du cinéma américain, né le 29 septembre 1887 à Orange (Australie), mort le 26 novembre 1957 à Escondido (États-Unis).

## Biographie

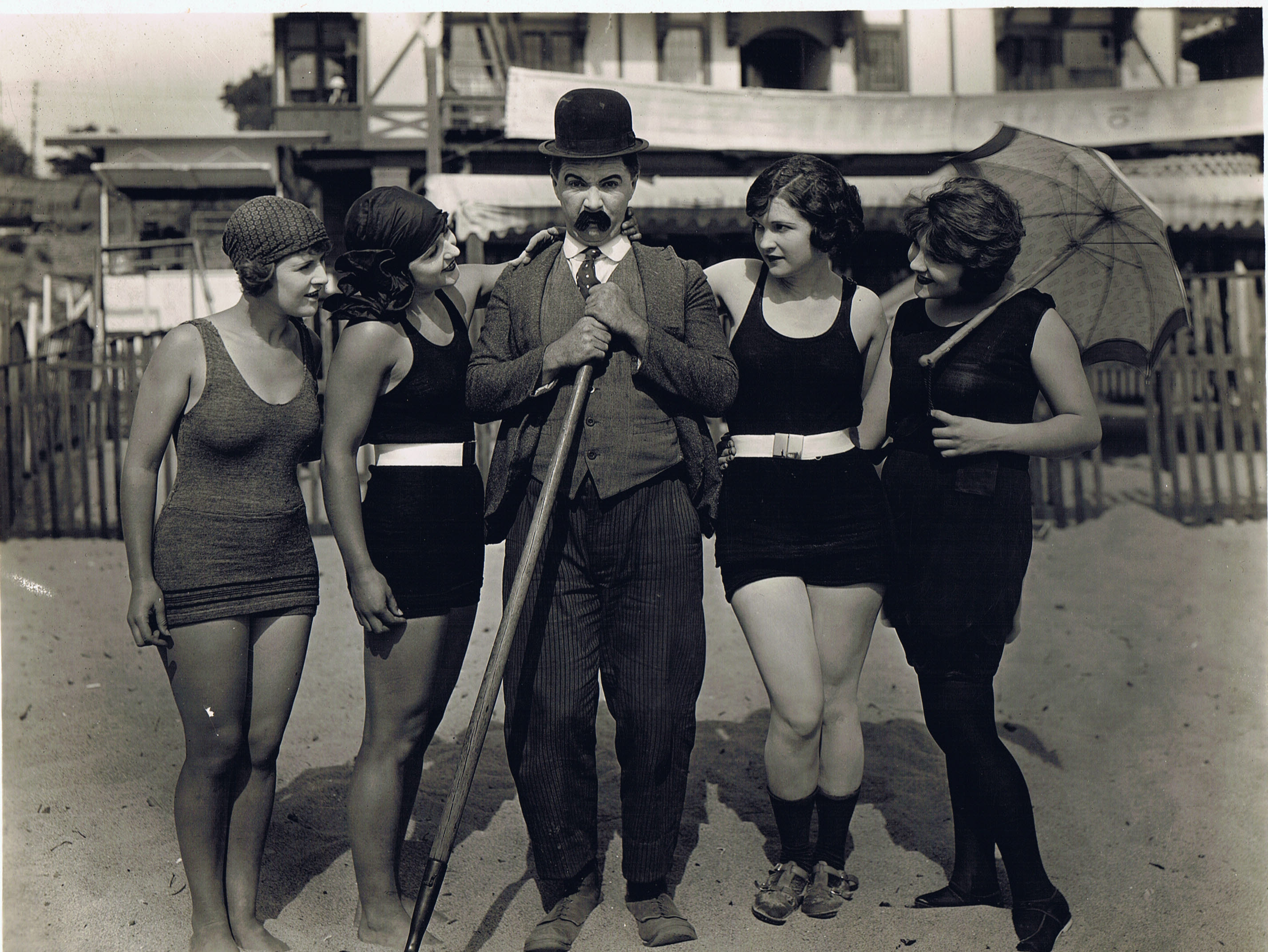
Billy Bevan avec des Bathing Beauties dans les années 1920.

## Filmographie

### comme acteur

#### Années 1910
- 1916 : A Wise Waiter
- 1916 : The Double's Troubles
- 1916 : The Great Smash
- 1916 : Phoney Teeth and False Friends
- 1916 : Pirates of the Air de John G. Blystone
- 1916 : A Bold, Bad Breeze
- 1916 : Lizzie's Lingering Love
- 1916 : A Rural Romance
- 1917 : Bombs and Bandits
- 1917 : Backward Sons and Forward Daughters
- 1917 : High-Class Nonsense
- 1917 : Counting Out the Count
- 1917 : Even as Him and Her
- 1917 : The Joy Riders
- 1919 : Howling Lions and Circus Queens
- 1919 : Treating 'Em Rough
- 1919 : A Lady's Tailor
- 1919 : Uncle Tom Without a Cabin
- 1919 : Salome vs. Shenandoah
- 1919 : His Last False Step

#### Années 1920
- 1920 : The Speakeasy
- 1920 : The Star Boarder
- 1920 : Distilled Love
- 1920 : The Gingham Girl
- 1920 : Let 'er Go
- 1920 : Fresh from the City
- 1920 : Married Life
- 1920 : The Quack Doctor
- 1920 : Don't Weaken!
- 1920 : It's a Boy
- 1920 : My Goodness
- 1920 : Movie Fans
- 1920 : Love, Honor and Behave!
- 1920 : Bungalow Troubles
- 1921 : Dabbling in Art
- 1921 : L'Idole du village (A Small Town Idol) de Erle C. Kenton et Mack Sennett
- 1921 : Made in the Kitchen
- 1921 : Astray from the Steerage
- 1921 : Love's Outcast
- 1921 : Love and Doughnuts
- 1921 : By Heck
- 1921 : Be Reasonable
- 1921 : Bright Eyes
- 1922 : The Duck Hunter
- 1922 : On Patrol
- 1922 : Gymnasium Jim : Jim
- 1922 : Fiancé malgré lui (The Crossroads of New York) de F. Richard Jones
- 1922 : Ma and Pa
- 1922 : Home Made Movies
- 1922 : When Summer Comes
- 1923 : Nip and Tuck : Sailor
- 1923 : Pitfalls of a Big City
- 1923 : Down to the Sea in Shoes
- 1923 : The Extra Girl
- 1923 : One Cylinder Love
- 1923 : Inbad the Sailor
- 1924 : One Spooky Night
- 1924 : Plus de femmes ! (The White Sin) de William A. Seiter
- 1924 : The Hollywood Kid
- 1924 : Wall Street Blues
- 1924 : Romeo and Juliet
- 1924 : East of the Water Plug
- 1924 : Lizzies of the Field
- 1924 : Three Foolish Weeks
- 1924 : Little Robinson Corkscrew
- 1924 : Wandering Waistlines
- 1924 : Galloping Bungalows
- 1924 : Love's Sweet Piffle
- 1924 : The Cannon Ball Express
- 1925 : Honeymoon Hardships
- 1925 : Giddap
- 1925 : The Lion's Whiskers
- 1925 : Skinners in Silk
- 1925 : Super-Hooper-Dyne Lizzies
- 1925 : Sneezing Beezers
- 1925 : The Iron Nag
- 1925 : Butter Fingers
- 1925 : Over Thereabouts
- 1925 : From Rags to Britches
- 1926 : Whispering Whiskers
- 1926 : Trimmed in Gold
- 1926 : Circus Today
- 1926 : Wandering Willies
- 1926 : Hayfoot, Strawfoot?
- 1926 : Fight Night
- 1926 : Muscle Bound Music
- 1926 : Ice Cold Cocos
- 1926 : A Sea Dog's Tale
- 1926 : Hubby's Quiet Little Game
- 1926 : Hoboken to Hollywood
- 1926 : Should Husbands Marry?
- 1926 : Masked Mamas
- 1926 : The Divorce Dodger
- 1926 : Flirty Four-Flushers : Archibald de Shyster
- 1927 : Should Sleepwalkers Marry?
- 1927 : Peaches and Plumbers
- 1927 : Easy Pickings
- 1927 : A Small Town Princess
- 1927 : Cured in the Excitement
- 1927 : The Golf Nut
- 1927 : Gold Digger of Weepah
- 1927 : The Bull Fighter
- 1927 : The Girl from Everywhere
- 1928 : The Beach Club
- 1928 : The Best Man
- 1928 : Foolish Husbands
- 1928 : The Bicycle Flirt
- 1928 : The Girl from Nowhere
- 1928 : His Unlucky Night
- 1928 : Caught in the Kitchen
- 1928 : Motorboat Mamas
- 1928 : Hubby's Weekend Trip
- 1928 : Riley the Cop
- 1928 : The Lion's Roar
- 1928 : His New Steno
- 1928 : Hubby's Latest Alibi
- 1929 : Calling Hubby's Bluff
- 1929 : Button My Back
- 1929 : Pink Pajamas
- 1929 : Don't Get Jealous
- 1929 : Caught in a Taxi
- 1929 : Motoring Mamas
- 1929 : High Voltage
- 1929 : The Trespasser : Reporter
- 1929 : The Sky Hawk : Tom Berry
- 1929 : Weak But Willing

- The Iron Nag (1925)
- Super-Hooper-Dyne Lizzies (1925)
- A Small Town Princess (1927)
- Fight Night (1928)

#### Années 1930
- 1930 : Peacock Alley de Marcel de Sano : Walter
- 1930 : Scotch
- 1930 : La Fin du voyage (Journey's End) de James Whale : 2d Lt. Trotter
- 1930 : Temptation
- 1930 : For the Defense
- 1930 : Monte-Carlo
- 1930 : For the Love o' Lil de James Tinling : Edward O. Walker
- 1931 : Born to Love
- 1931 : Frozen Face
- 1931 : Chances d'Allan Dwan : Cuthbert, Pub Waiter
- 1931 : Transatlantique (Transatlantic) de William K. Howard : Hodgkins
- 1931 : Waterloo Bridge : Soldier on the Make
- 1931 : Who's Who in the Zoo
- 1932 : Affaires non classées (Silent Witness) : Horace Ward
- 1932 : Sky Devils : The Colonel
- 1932 : Vanity Fair de Chester M. Franklin : Joseph Sedley
- 1932 : Honeymoon Beach : Billy Bevan
- 1932 : The Spot on the Rug
- 1932 : Payment Deferred : Charlie Hammond
- 1932 : Me and My Gal : Ashley
- 1933 : Air Maniacs
- 1933 : Cavalcade : George Grainger
- 1933 : Luxury Liner : Schultz
- 1933 : Techno-Crazy : Mary's Father, the Mayor
- 1933 : Looking Forward
- 1933 : Uncle Jake
- 1933 : A Study in Scarlet : Will Swallow
- 1933 : Peg o' My Heart
- 1933 : Thundering Taxis
- 1933 : The Big Squeal : Jake Burke
- 1933 : The Midnight Club : Detective
- 1933 : Too Much Harmony
- 1933 : L'Amour guide : M. Prial
- 1933 : Pop's Pal
- 1933 : Alice in Wonderland
- 1934 : La Patrouille perdue (The Lost Patrol)
- 1934 : Stingaree de William A. Wellman
- 1934 : Shock
- 1934 : One More River
- 1934 : Le Retour de Bulldog Drummond (Bulldog Drummond Strikes Back)
- 1934 : Cœur de tzigane (Caravan) d'Erik Charell
- 1934 : Limehouse Blues
- 1935 : Mystery Woman (en) d'Eugene Forde
- 1935 : Vanessa: Her Love Story (en) : Horse Auctioneer
- 1935 : Black Sheep : Alfred
- 1935 : Dressed to Thrill
- 1935 : Intelligence Service (The Last Outpost)
- 1935 : La Veuve de Monte-Carlo (The Widow from Monte Carlo) d'Arthur Greville Collins
- 1935 : Le Marquis de Saint-Evremont (A Tale of Two Cities) : Jerry Cruncher
- 1936 : Héros d'un soir (Song and Dance Man) d'Allan Dwan : Curtis
- 1936 : L'Extravagant Mr. Deeds (Mr. Deeds Goes to Town) : Cabby
- 1936 : La Fille de Dracula (Dracula's Daughter) : Const. Albert
- 1936 : Une certaine jeune fille (Private Number) : Frederick
- 1936 : Piccadilly Jim : Taxi Driver
- 1936 : Le Pacte (Lloyd's of London)
- 1937 : La Loi de la forêt (God's Country and the Woman) de William Keighley : Plug Hat, dit 'Cookie'
- 1937 : Personal Property : Frank the Waiter
- 1937 : Le Dernier négrier (Slave Ship) : Atkins
- 1937 : La Tornade (Another Dawn), de William Dieterle
- 1937 : The Sheik Steps Out : Munson
- 1937 : The Wrong Road (en) de James Cruze : McLean
- 1938 : L'Impossible Monsieur Bébé (Bringing Up Baby)
- 1938 : La Belle Cabaretière (The Girl of the Golden West)
- 1938 : Blond Cheat
- 1938 : Meet the Girls
- 1938 : Shadows Over Shanghai (en)
- 1938 : M. Moto dans les bas-fonds (Mysterious Mr. Moto)
- 1938 : La Famille sans-souci (The Young in Heart)
- 1938 : Up the River
- 1938 : A Christmas Carol
- 1939 : Arrest Bulldog Drummond
- 1939 : Let Freedom Ring (en) de Jack Conway : Cockney
- 1939 : Captain Fury : Duffy
- 1939 : Grand Jury Secrets : Masseur
- 1939 : Pack Up Your Troubles de H. Bruce Humberstone : British Sergeant
- 1939 : Nous ne sommes pas seuls (We Are Not Alone) d'Edmund Goulding : Mr. Jones

#### Années 1940
- 1940 : Le Gangster de Chicago (The Earl of Chicago) de Richard Thorpe et Victor Saville
- 1940 : Le Retour de l'homme invisible (The Invisible Man Returns) de Joe May : Jim
- 1940 : Rebecca d'Alfred Hitchcock : Policier
- 1940 : Les Hommes de la mer (The Long Voyage Home) de John Ford
- 1940 : Adieu Broadway (Tin Pan Alley) de Walter Lang
- 1941 : Scotland Yard : Porter
- 1941 : La Chanson du passé (Penny Serenade) de George Stevens : McDougal
- 1941 : One Night in Lisbon
- 1941 : Shining Victory d'Irving Rapper : Chivers
- 1941 : Docteur Jekyll et Mister Hyde (Dr. Jekyll and Mr. Hyde) de Victor Fleming : Mr Weller
- 1941 : Soupçons (Suspicion) d'Alfred Hitchcock : Ticket Taker
- 1941 : Confirm or Deny d'Archie Mayo : Mr Bindle
- 1942 : The Man Who Wouldn't Die d'Herbert I. Leeds
- 1942 : Âmes rebelles (This Above All) d'Anatole Litvak
- 1942 : Madame Miniver (Mrs. Miniver) de William Wyler
- 1942 : Counter-Espionage d'Edward Dmytryk : George Barrow
- 1942 : Un drôle de lascar (A Yank at Eton) de Norman Taurog : Tour Guide
- 1942 : Ma femme est une sorcière (I Married a Witch) de René Clair
- 1942 : London Blackout Murders de George Sherman
- 1943 : Et la vie recommence (Forever and a Day) : Cabby
- 1943 : Young and Willing : Phillips
- 1943 : Holy Matrimony de John M. Stahl : Cabby
- 1943 : Phony Express
- 1944 : The Return of the Vampire : Horace (Civil Defense worker)
- 1944 : Jack l'Éventreur (The Lodger)
- 1944 : Jane Eyre : Bookie
- 1944 : Étrange Histoire (Once Upon a Time)
- 1944 : The Invisible Man's Revenge
- 1944 : South of Dixie : Announcer
- 1944 : La Perle des Borgia (The Pearl of Death)
- 1944 : Le Grand National (National Velvet) : Constable
- 1945 : Cette nuit et toujours (Tonight and Every Night)
- 1945 : Le Portrait de Dorian Gray (The Picture of Dorian Gray)
- 1945 : Scotland Yard Investigator (en)
- 1946 : Le Train de la mort (Terror by Night)
- 1946 : La Vie passionnée des sœurs Brontë (Devotion)
- 1946 : La Folle Ingénue (Cluny Brown)
- 1947 : La Rose du crime (Moss Rose)
- 1947 : L'Homme de mes rêves (It Had to Be You), de Don Hartman et Rudolph Maté
- 1947 : L'Amour d'un inconnu (Love from a Stranger)
- 1948 : Le Manoir de la haine (The Swordsman)
- 1948 : La Flèche noire (The Black Arrow) de Gordon Douglas : Dungeon Keeper
- 1948 : Vivons un peu (Let's Live a Little) de Richard Wallace : Morton, Duke's Butler
- 1949 : Le Jardin secret (The Secret Garden)
- 1949 : The Secret of St. Ives (en)
- 1949 : That Forsyte Woman
- 1949 : Pas de pitié pour les maris (en) (Tell It to the Judge) de Norman Foster

#### Années 1950
- 1950 : Les Nouvelles Aventures du capitaine Blood (Fortunes of Captain Blood)
- 1950 : Rogues of Sherwood Forest
- 1950 : Three Secrets

### Comme réalisateur
- 1920 : The Quack Doctor